# Chagny (Ardennes)
Pour les articles homonymes, voir Chagny.
Chagny est une commune française située dans le département des Ardennes, en région Grand Est. Elle eut, surtout sous l'Ancien Régime, la dénomination de Chagny-lès-Omont.

## Géographie
| Baâlons             |           | Omont                  |
| Bouvellemont Jonval | Chagny    | Bairon-et-ses-Environs |
| La Sabotterie       | Marquigny |                        |

### Hydrographie
La commune est traversée par la ligne de partage des eaux entre  les bassins hydrographiques Rhin-Meuse et Seine-Normandie. Elle est drainée par le ruisseau de Bairon, le ruisseau du Moulin du Bois de Villers, le ruisseau de Cocatry et le ruisseau de L Étang des Vivaubieres,.
Le ruisseau de Bairon, d'une longueur de 25 km, prend sa source dans la commune de La Horgne et se jette  dans la Bar à Tannay, après avoir traversé neuf communes.

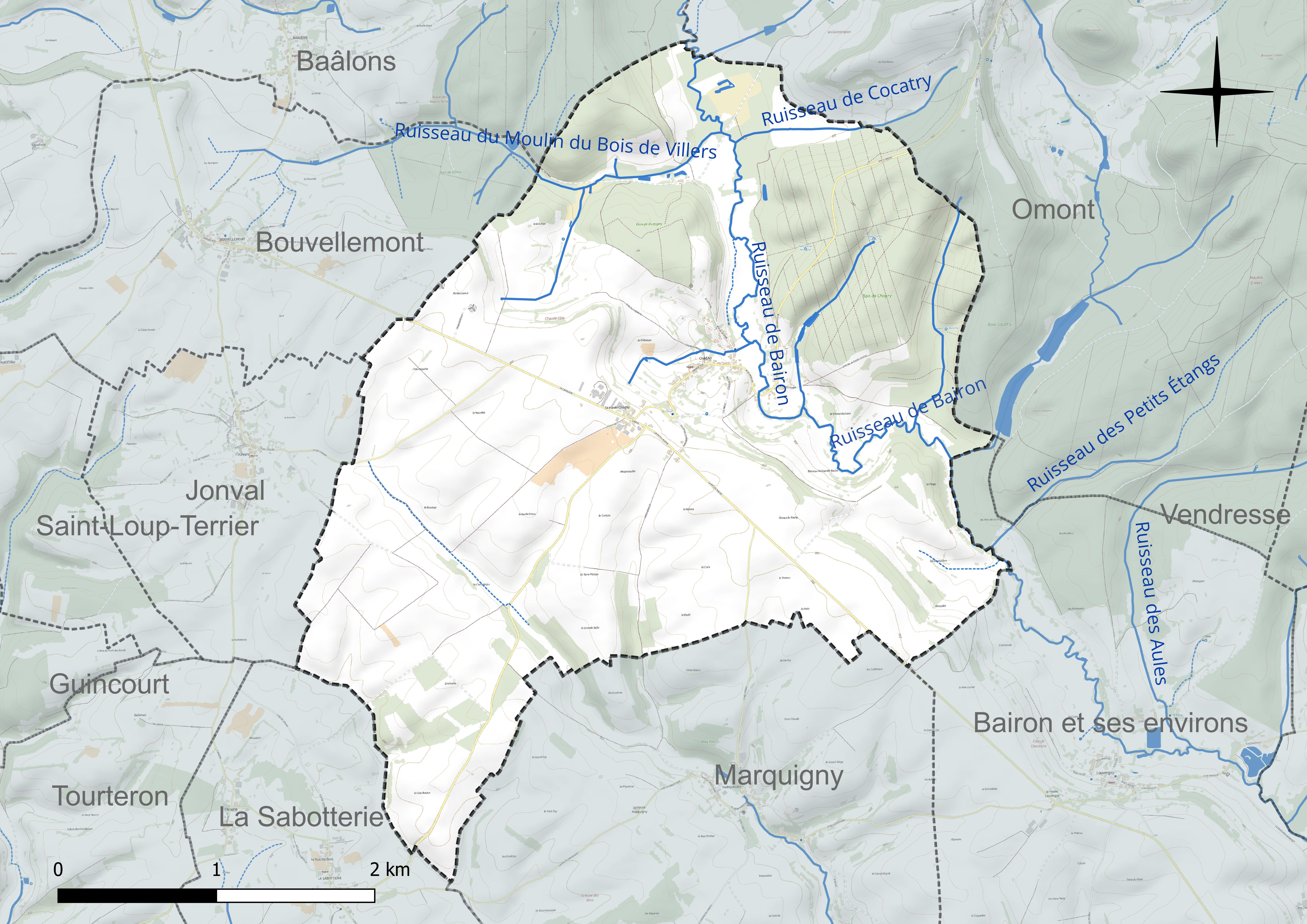
Réseau hydrographique de Chagny.

### Climat
Pour des articles plus généraux, voir Climat du Grand Est et Climat des Ardennes.
En 2010, le climat de la commune est de type climat de montagne, selon une étude du Centre national de la recherche scientifique s'appuyant sur une série de données couvrant la période 1971-2000. En 2020, Météo-France publie une typologie des climats de la France métropolitaine dans laquelle la commune est exposée à un climat océanique altéré et est dans la région climatique Nord-est du bassin Parisien, caractérisée par un ensoleillement médiocre, une pluviométrie moyenne régulièrement répartie au cours de l’année et un hiver froid (3 °C).
Pour la période 1971-2000, la température annuelle moyenne est de 9,7 °C, avec une amplitude thermique annuelle de 15,4 °C. Le cumul annuel moyen de précipitations est de 917 mm, avec 13,6 jours de précipitations en janvier et 9,5 jours en juillet. Pour la période 1991-2020, la température moyenne annuelle observée sur la station météorologique de Météo-France la plus proche, « Launois-sur-Vence_sapc », sur la commune de Launois-sur-Vence à 15 km à vol d'oiseau, est de 10,5 °C et le cumul annuel moyen de précipitations est de 889,5 mm. 
La température maximale relevée sur cette station est de 39,4 °C, atteinte le 25 juillet 2019 ; la température minimale est de −12,8 °C, atteinte le 7 février 2012,,.
Les paramètres climatiques de la commune ont été estimés pour le milieu du siècle (2041-2070) selon différents scénarios d'émission de gaz à effet de serre à partir des nouvelles projections climatiques de référence DRIAS-2020. Ils sont consultables sur un site dédié publié par Météo-France en novembre 2022.

## Urbanisme

### Typologie
Au 1er janvier 2024, Chagny est catégorisée commune rurale à habitat dispersé, selon la nouvelle grille communale de densité à 7 niveaux définie par l'Insee en 2022.
Elle est située hors unité urbaine. Par ailleurs la commune fait partie de l'aire d'attraction de Charleville-Mézières, dont elle est une commune de la couronne,. Cette aire, qui regroupe 132 communes, est catégorisée dans les aires de 50 000 à moins de 200 000 habitants,.

### Occupation des sols
L'occupation des sols de la commune, telle qu'elle ressort de la base de données européenne d’occupation biophysique des sols Corine Land Cover (CLC), est marquée par l'importance des territoires agricoles (77,5 % en 2018), une proportion sensiblement équivalente à celle de 1990 (77,6 %). La répartition détaillée en 2018 est la suivante : 
- terres arables (40,4 %) ;
- forêts (22,5 %) ;
- prairies (18,7 %) ;
- zones agricoles hétérogènes (18,4 %)[14]. L'évolution de l’occupation des sols de la commune et de ses infrastructures peut être observée sur les différentes représentations cartographiques du territoire : la carte de Cassini (XVIIIe siècle), la carte d'état-major (1820-1866) et les cartes ou photos aériennes de l'IGN pour la période actuelle (1950 à aujourd'hui)[Carte 2].

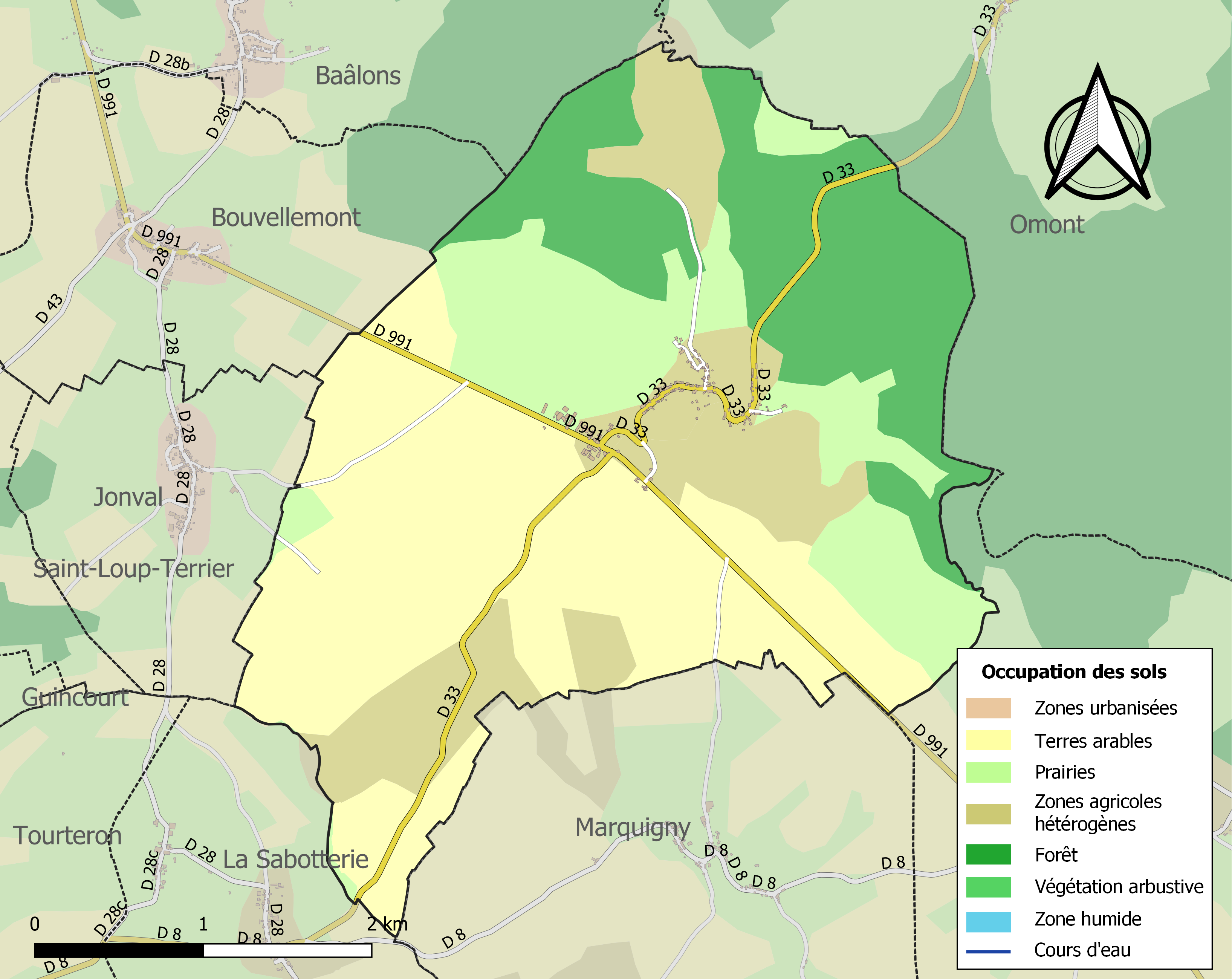
Carte des infrastructures et de l'occupation des sols de la commune en 2018 (CLC).

## Politique et administration
| Période                                  | Période   | Identité           | Étiquette | Qualité          |
| ---------------------------------------- | --------- | ------------------ | --------- | ---------------- |
| ?                                        | juin 2020 | Frédéric Infantino |           |                  |
| juin 2020                                | En cours  | Vincent Iaconelli  |           | Ouvrier qualifié |
| Les données manquantes sont à compléter. |           |                    |           |                  |

## Démographie
L'évolution du nombre d'habitants est connue à travers les recensements de la population effectués dans la commune depuis 1793. Pour les communes de moins de 10 000 habitants, une enquête de recensement portant sur toute la population est réalisée tous les cinq ans, les populations de référence des années intermédiaires étant quant à elles estimées par interpolation ou extrapolation. Pour la commune, le premier recensement exhaustif entrant dans le cadre du nouveau dispositif a été réalisé en 2004.

En 2022, la commune comptait 172 habitants, en évolution de −7,03 % par rapport à 2016 (Ardennes : −2,97 %, France hors Mayotte : +2,11 %).
| 1793 | 1800 | 1806 | 1821 | 1831 | 1836 | 1841 | 1846 | 1851 |
| ---- | ---- | ---- | ---- | ---- | ---- | ---- | ---- | ---- |
| 620  | 643  | 711  | 733  | 783  | 755  | 820  | 831  | 825  |

| 1866 | 1872 | 1876 | 1881 | 1886 | 1891 | 1896 | 1901 | 1906 |
| ---- | ---- | ---- | ---- | ---- | ---- | ---- | ---- | ---- |
| 784  | 739  | 704  | 642  | 597  | 566  | 544  | 498  | 463  |

| 1911 | 1921 | 1926 | 1931 | 1936 | 1946 | 1954 | 1962 | 1968 |
| ---- | ---- | ---- | ---- | ---- | ---- | ---- | ---- | ---- |
| 393  | 328  | 354  | 323  | 292  | 247  | 213  | 185  | 173  |

| 1975 | 1982 | 1990 | 1999 | 2004 | 2006 | 2009 | 2014 | 2019 |
| ---- | ---- | ---- | ---- | ---- | ---- | ---- | ---- | ---- |
| 130  | 127  | 128  | 131  | 157  | 165  | 175  | 180  | 182  |

| 2022 | - | - | - | - | - | - | - | - |
| ---- | - | - | - | - | - | - | - | - |
| 172  | - | - | - | - | - | - | - | - |

Les habitants de Chagny s'appellent les Ougnats.

## Économie
Trois éoliennes doivent être mises en service au printemps 2016.

## Éducation
Les enfants du village vont au collège du Chesne.

## Lieux et monuments

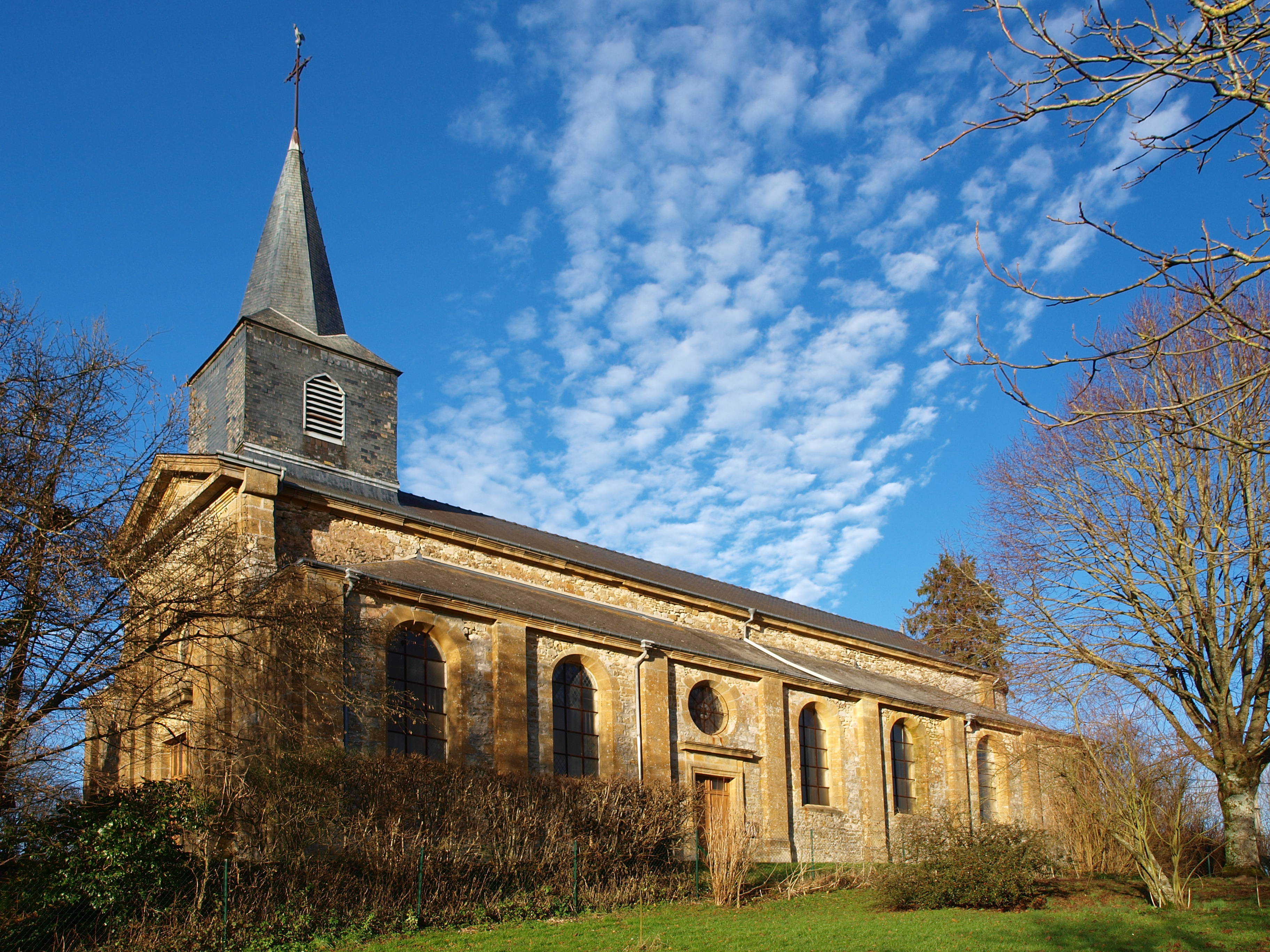
Église de Chagny.
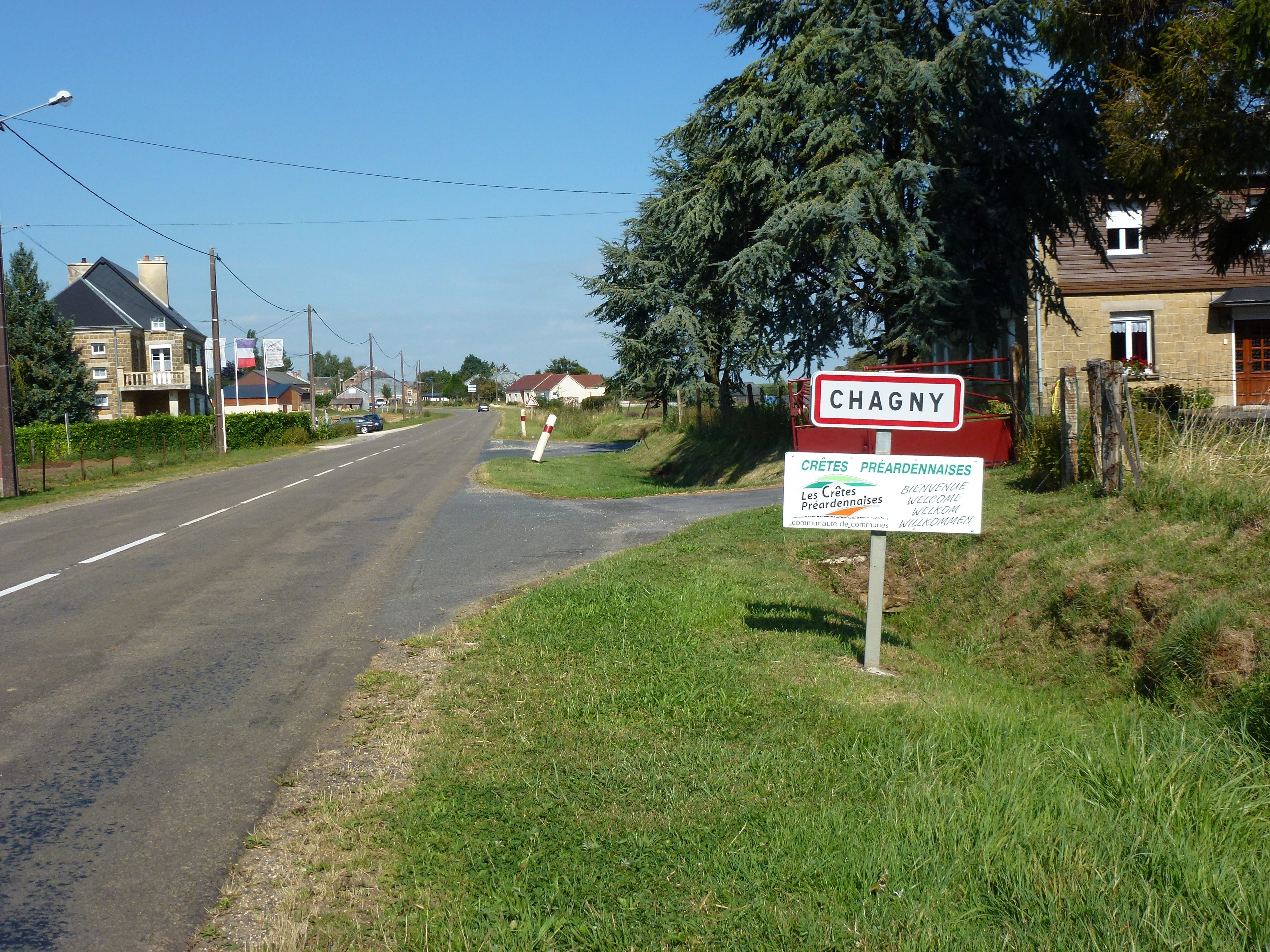
Panneau d'entrée au village.
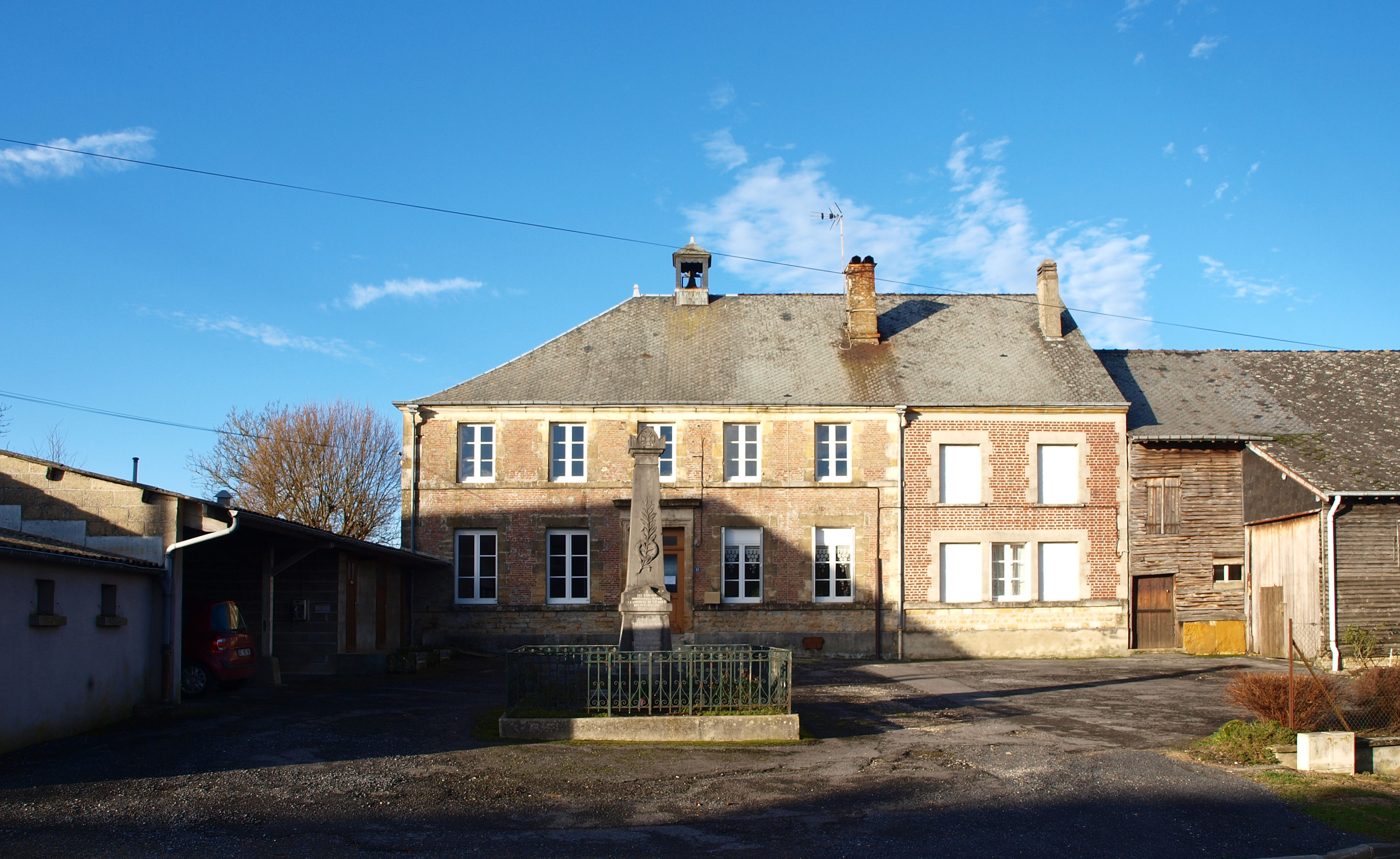
Mairie et monument aux morts.

### ÉgliseSaint-Pierrede Chagny
En 1768, devant le délabrement et la vétusté de son église, la communauté villageoise exprime à l'archevêque de Reims sa volonté d'édifier une nouvelle église plus haute, plus vaste et plus claire. Les villageois « s'engagent à trouver les moyens d'acquitter leur part » de l'effort financier à réaliser. Les experts mandatés par l'autorité ecclésiastique concluent au bien-fondé de la requête. Le nouvel édifice est construit sur un plan « basilical », mesure plus de 32 mètres de long sur 16 mètres de large, avec un plafond en plancher qui s'élève à 10 mètres. L'église de la fin du XVIIIe comporte une façade de style classique, une nef centrale élargie par deux bas-côtés éclairés chacun par six grandes baies. Le bâtiment est entièrement construit en pierre et recouvert d'ardoises naturelles

### Lavoir
Situé rue de la Gare, le lavoir de Chagny date de la fin du XVIIIe - début XIXe. Construit en pierre avec une charpente en chêne couverte en ardoises naturelles, il dispose d'un bassin rectangulaire avec impluvium.